# Информационный работник

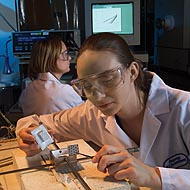
Информационные работники должны использовать сочетание конвергентного и дивергентного мышления в своей работе.

Информацио́нный рабо́тник (англ. knowledge worker) — категория работников, чья деятельность связана с обработкой имеющейся информации и получением новой информации; включает программистов, аналитиков, специалистов по планированию и др.; иногда в эту группу включают всех работников, обладающих высоким уровнем образования или связанных с образованием (в том числе, учёных, преподавателей , библиотекарей и студентов). В научный обиход этот термин ввёл в 1959 году Питер Друкер.

## Определение
Работу, основанную на знаниях, можно отличить от других форм работы тем, что в ней делается упор на «нестандартное» решение проблем, требующее сочетания конвергентного и дивергентного мышления. Но, несмотря на количество исследований и литературы по информационной работе, не существует краткого определения этого термина. 
В русском языке под это определение попадает понятие техническая интеллигенция.
Хотя их иногда называют «золотыми воротничками» из-за их высокой зарплаты, а также из-за их относительной независимости в контроле над процессом собственной работы, современные исследования показывают, что они склонны к выгоранию и подвержены очень строгому нормативному контролю со стороны организаций, в которых они работают, по сравнению с обычными работниками.